# Lars Henning-Jensen
Lars Henning-Jensen, född Jensen 22 februari 1943 i Köpenhamn, är en dansk barnskådespelare, kompositör och dirigent. Han är son till regissörerna Bjarne och Astrid Henning-Jensen.

## Biografi
Som skådespelare var Henning-Jensen aktiv på 1940- och 1950-talen och spelade uteslutande i föräldrarnas filmer. Han debuterade 1946 i Ditte människobarn, endast tre år gammal. Debuten följdes av Vi rackarungar (1947), kortfilmen Palle ensam i världen (1949), På kryss mot äventyret (1950) och Ukjent mann (1951). I Palle ensam i världen spelade han huvudrollen.
Mellan 1963 och 1971 utbildade han sig till klarinettist vid Musikkonservatoriet i Köpenhamn och studerade därefter musikvetenskap på universitet under fem år. Under några år var han anställd som klarinettlärare på konservatoriet i Köpenhamn och undervisade därefter i kammarmusik, direktion och hörlära på Malmö Musikkonservatorium. Därefter utbildade han sig till dirigent, där han blev undervisad av Ole Schmidt och Sergiu Celibidache. Efter utbildningen verkade han under 25 år som dirigent för Gentofte Amatørorkester och tio år för Studentmusikförenings orkester. Han grundade även Sankt Annæ Symfoniorkester, som han själv dirigerade under 14 år. Under tolv år dirigerade han Fyns Amts Ungdomssymfoniorkester och undervisade 16 år som lärare i hörlära och kammarmusik vid Sankt Annæ Gymnasium. Han har även spelat klarinett i Byens Blæserkvintet.

## Filmografi

### Roller
- 1946 – Ditte människobarn
- 1947 – Vi rackarungar
- 1949 – Palle ensam i världen
- 1950 – På kryss mot äventyret
- 1951 – Ukjent mann

### Musik
- 1974 – Skipper & Co. (arrangemang)
- 1980 – Ögonblicket